# Filozofski fakultet u Rijeci
Filozofski fakultet u Rijeci, visokoškolska ustanova, članica Sveučilišta u Rijeci. Izvodi preddiplomske, diplomske i postdiplomske studije iz društvenog i humanističkog područja. Izdaje znanstvene i stručne knjige, znanstvene časopise (Psihologijske teme, Fluminensia, European Journal of Analytic Philosophy, Ikon, Časopis za povijest zapadne Hrvatske) i provodi niz nacionalnih i međunarodnih znanstvenih projekata. Pod sadašnjim imenom djeluje od 1998. Od siječnja 2011. djeluje na Sveučilišnom kampusu na Trsatu. Organiziran je u 11 odsjeka i jednu katedru. Na fakultetu djeluje nekoliko centara i škola u kojima se provodi znanstvena i istraživačka djelatnost, te djelatnost po načelima povezivanja prakse, znanosti, umjetnosti i visokog obrazovanja.

## Povijest
Današnji Filozofski fakultet ima podrijetlo u Višoj stručnoj pedagoškoj školi koja je djelovala u Rijeci (1953.), te u pedagoškim akademijama koje su djelovale u Rijeci (1960.), Puli (1961.) i Gospiću (1963.). Viša stručna pedagoška škola prerasta u Visoku industrijsko-pedagošku školu (1962.), zatim i u Fakultet industrijske pedagogije (1972.). Udruživanjem Fakulteta industrijske pedagogije i pedagoških akademija iz Rijeke, Pule i Gospića nastao je 1977. riječki Pedagoški fakultet. Uz društvene i humanističke studije, Pedagoški fakultet je naslijedio i studijske grupe svojih prethodnica: studije fizike, matematike, politehnike, praktične nastave, razredne nastave, predškolskoga odgoja, likovnih umjetnosti.
Pedagoški fakultet mijenja ime u Filozofski fakultet 27. veljače 1998. Povećava se broj studijskih grupa, i razvijaju poslijediplomski studiji iz humanističkih i društvenih područja. Ubrzo se iz sastava Filozofskog fakulteta izdvajaju studiji predškolskoga odgoja i razredne nastave pa 1998. nastaje Visoka učiteljska škola. Izdvajanjem Odsjeka za likovnu kulturu započeto je formiranje današnje riječke Akademije primijenjenih umjetnosti. Studiji matematike, fizike i informatike se odlukom sveučilišnog senata 2007./2008. izdvajaju iz sastava Filozofskog fakulteta i postaju Sveučilišni odjeli za matematiku, informatiku i fiziku.
Od 2011. Filozofski fakultet izvodi i studij talijanistike.

## Organizacija i uprava

#### Odsjeci i katedre
- Odsjek za anglistiku
- Odsjek za filozofiju
- Odsjek za germanistiku
- Odsjek za kroatistiku
- Odsjek za kulturalne studije
- Odsjek za politehniku
- Odsjek za pedagogiju
- Odsjek za povijest
- Odsjek za povijest umjetnosti
- Odsjek za psihologiju
- Odsjek za talijanistiku
- Katedra za tjelesnu i zdravstvenu kulturu[7]

#### Centri i škole
- Riječka kroatistička škola
- Centar za obrazovanje nastavnika
- Centar za ikonografske studije
- Centar za jezična istraživanja
- Centar za ženske studije[8]
- Bilingualism Matters@Rijeka, ogranak centra Bilingualism Matters sa Sveučilišta u Edinburghu[9][10]

#### Dekanica
- izv. prof. dr. sc. Ines Srdoč-Konestra[11]

#### Prodekani
- prof. dr. sc. Alessandra Pokrajac-Bulian, prodekanica za znanost i međunarodnu suradnju
- doc. dr. sc. Irena Vodopija-Krstanović, prodekanica za nastavu i studente
- mr. sc. Gordan Đurović, v. pred., prodekan za opće poslove[11]

## Vanjske poveznice
- Web stranice Filozofskog fakulteta u Rijeci